# 天囷八
鯨魚座γ，又名BD+02 422，HD 16970、SAO 110707、HR 804，是鯨魚座的一颗恒星，视星等为3.47，位于銀經168.92，銀緯-49.38，其B1900.0坐标为赤經2h 38m 7.1s，赤緯+2° -49.38′ 52″。